# Харбер Хилс (Охајо)
Харбер Хилс (енгл. Harbor Hills) насељено је место без административног статуса у америчкој савезној држави Охајо.

## Демографија
По попису из 2010. године број становника је 1.509, што је 206 (15,8%) становника више него 2000. године.
| Група             | 2000.         | 2010.         |
| Белци             | 1.281 (98,3%) | 1.483 (98,3%) |
| Афроамериканци    | 2 (0,2%)      | 4 (0,3%)      |
| Азијати           | 2 (0,2%)      | 2 (0,1%)      |
| Хиспаноамериканци | 2 (0,2%)      | 11 (0,7%)     |
| Укупно            | 1.303         | 1.509         |